# Hương Thọ
Hương Thọ là một xã cũ thuộc thành phố Huế, tỉnh Thừa Thiên Huế, Việt Nam.

## Địa lý
Xã Hương Thọ nằm ở phía nam thành phố Huế, có vị trí địa lý:
- Phía đông giáp xã Thủy Bằng
- Phía tây giáp thị xã Hương Trà
- Phía nam giáp thị xã Hương Thủy
- Phía bắc giáp phường Hương Hồ.

Xã có diện tích 47,16 km², dân số năm 2020 là 5.530 người, mật độ dân số đạt 117 người/km².

## Hành chính
Xã Hương Thọ được chia thành 8 thôn: Định Môn, Hải Cát, Hòa An, Kim Ngọc, La Khê Bãi, La Khê Trẹm, Liên Bằng, Thạch Hàn.

## Lịch sử
Trước đây, Hương Thọ là một xã thuộc huyện Hương Trà.
Ngày 11 tháng 3 năm 1977, huyện Hương Trà sáp nhập với các huyện Phong Điền và Quảng Điền thành huyện Hương Điền, xã Hương Thọ thuộc huyện Hương Điền.
Ngày 11 tháng 9 năm 1981, Hội đồng Bộ trưởng ban hành Quyết định 64-HĐBT. Theo đó, sáp nhập xã Hương Thọ vào thành phố Huế (trừ thôn Dương Hòa được sáp nhập vào huyện Hương Phú).
Ngày 29 tháng 9 năm 1990, Hội đồng Bộ trưởng ban hành Quyết định 345-HĐBT. Theo đó, chuyển xã Hương Thọ về huyện Hương Trà vừa tái lập.
Ngày 15 tháng 11 năm 2011, huyện Hương Trà được chuyển thành thị xã Hương Trà, xã Hương Thọ thuộc thị xã Hương Trà.
Ngày 27 tháng 4 năm 2021, Ủy ban Thường vụ Quốc hội ban hành Nghị quyết số 1264/NQ-UBTVQH14 (nghị quyết có hiệu lực từ ngày 1 tháng 7 năm 2021). Theo đó, chuyển xã Hương Thọ trở lại thành phố Huế quản lý.
Ngày 30 tháng 11 năm 2024:
- Quốc hội ban hành Nghị quyết số 175/2024/QH15[8] về việc thành lập thành phố Huế trực thuộc trung ương trên cơ sở toàn bộ diện tích và dân số tỉnh Thừa Thiên Huế (nghị quyết có hiệu lực từ ngày 1 tháng 1 năm 2025).
- Ủy ban Thường vụ Quốc hội ban hành Nghị quyết số 1314/NQ-UBTVQH15[9] về việc sắp xếp đơn vị hành chính cấp huyện, cấp xã của thành phố Huế giai đoạn 2023 – 2025 (nghị quyết có hiệu lực từ ngày 1 tháng 1 năm 2025). Theo đó:
  - Thành lập phường Long Hồ thuộc thành phố Huế trên cơ sở toàn bộ 46,91 km² diện tích tự nhiên, quy mô dân số 5.429 người của xã Hương Thọ và toàn bộ 33,53 km² diện tích tự nhiên, quy mô dân số 10.530 người của phường Hương Hồ.
  - Thành lập quận Phú Xuân thuộc thành phố Huế. Phường Long Hồ trực thuộc quận Phú Xuân.

Phường Long Hồ có 80,44 km² diện tích tự nhiên và quy mô dân số 15.959 người.